# Południowoafrykańska wojna graniczna
Południowoafrykańska wojna graniczna (afr. Suid-Afrikaanse Grensoorlog lub Grensoorlog, ang. South African Bushwar lub South African Border War) – konflikt trwający od 1966 do 1990 w Południowo-Zachodniej prowincji RPA (obecnie Namibia) i Angoli, zakończony wyparciem Kubańczyków z Angoli, oraz niepodległością Namibii.
Zarzewia konfliktu można się doszukiwać od zakończenia I wojny światowej, kiedy to Południowa Afryka zaatakowała i podbiła Niemiecką Afrykę Południowo-Zachodnią jako sprzymierzeniec aliantów. Liga Narodów dała wtedy Związkowi Południowej Afryki mandat do zarządu nad tym terytorium. Po II wojnie światowej RPA nie oddało mandatu nad tym terytorium ONZ, zacieśniając związki z tym regionem. Rząd RPA chciał wcielić Afrykę Południowo-Zachodnią do swojego terytorium, ale nigdy tego oficjalnie nie zrobił. Jednakże teren ten de facto był jednym z krajów związkowych RPA.

## Przebieg wojny
Z powodu prowadzonej przez rząd Południowej Afryki polityki apartheidu, SWAPO w roku 1962 utworzyło zbrojne skrzydło swej organizacji (PLAN), w celu zbrojnego przeciwstawienia się rządowi. W połowie lat 60. XX wieku SWAPO zbudowało swoje bazy w pobliskiej Zambii, skąd na teren Afryki Południowo-Zachodniej zaczęli przenikać jej żołnierze; dużymi grupami przedostawali się we wrześniu 1965 i ponownie w marcu 1966 roku. Pierwsza bitwa odbyła się 26 sierpnia 1966 roku, kiedy to doszło do wymiany ognia pomiędzy jednostkami SAP i śmigłowcami SAAF a jednostkami SWAPO. Ten dzień stał się początkiem południowoafrykańskiej wojny granicznej, jak i wojny o niepodległość Namibii. Wkrótce walki przeniosły się na sąsiednią Angolę – wojna kolonialna w Angoli i odkrycie kubańskich składów amunicji w pobliżu granicy Afryki Południowo-Zachodniej, przyczyniło się do walk pomiędzy RPA a Angolą o przepompownie wody w Calueque, ważnego projektu będącego owocem współpracy RPA z Portugalią. RPA przy wsparciu USA, UNITA i FNLA dołączyła do tego konfliktu.
Pod koniec roku 1966 UNITA dołączyła do walki przeciwko portugalskim wojskom kolonialnym stacjonującym w Angoli, które były już uwikłane w konflikcie z MPLA FNLA. UNITA była głównie aktywna w południowo-wschodniej Angoli, podczas gdy MPLA i FNLA działały głównie w północnej części kraju. Śmigłowce SAAF były z początku wysyłane do wspierania portugalskich wojsk kolonialnych w roku 1966. Wszystkie te czynniki przyczyniły się do uwikłania RPA w ten konflikt na długie lata. W tym okresie lokalny oddział policji południowoafrykańskiej – SWAPOL (ang. South West African Police), wspierany przez śmigłowce SAAF, stał się największą formacją militarną na tym terenie. W późnych latach 60. zaczęto go nazywać Koevoet (af. Łom).
MPLA zadeklarowało niepodległość Angoli 11 listopada 1975 roku, a 26 lutego 1976 roku ostatnie wojska portugalskie opuściły kraj. Kubański kontyngent wojskowy przybył na zaproszenie MPLA w listopadzie 1975 roku po inwazji wojsk RPA w październiku 1975 na Angolę. W rezultacie RPA, przy wsparciu amerykańskiego CIA, zaczęła wspierać UNITĘ i FNLA przeciwko MPLA i jej sojusznikom. W późnych latach 70. Południowa Afryka przeprowadzała na terenie Angoli, Rodezji (obecna Zambia i Zimbabwe), Botswany i Mozambiku liczne operacje wojskowe. Wmieszała się też ostatecznie w konflikt pomiędzy wspieraną przez nią UNITĘ a jej przeciwnikiem, organizacją MPLA, wspieraną głównie przez Kubańczyków.
22 grudnia 1988 roku podpisano porozumienie nowojorskie – na jego mocy zakończono bezpośrednie zaangażowanie obcych wojsk w angolską wojnę domową. Wojna zakończyła się w 1990 roku sukcesem wojsk angolskich i SWAPO.